# Episodi di Anubis (seconda stagione)
| n  | Titolo originale      | Titolo italiano                     | Prima TV USA     | Prima TV Italia  |
| -- | --------------------- | ----------------------------------- | ---------------- | ---------------- |
| 1  | House of Hello        | Ritorno a casa                      | 7 gennaio 2012   | 15 ottobre 2012  |
| 2  | House of Dolls        | L'enigma della bambola              | 9 gennaio 2012   | 15 ottobre 2012  |
| 3  | House of Spirits      | Lo spirito della coppa              | 10 gennaio 2012  | 16 ottobre 2012  |
| 4  | House of Blackmail    | Ombre del passato                   | 10 gennaio 2012  | 16 ottobre 2012  |
| 5  | House of Rivals       | Rivali                              | 11 gennaio 2012  | 17 ottobre 2012  |
| 6  | House of Faces        | Incomprensioni                      | 11 gennaio 2012  | 17 ottobre 2012  |
| 7  | House of Myths        | Il marchio di Anubi                 | 12 gennaio 2012  | 18 ottobre 2012  |
| 8  | House of Nichtmares   | Incubi                              | 12 gennaio 2012  | 18 ottobre 2012  |
| 9  | House of Combinations | Le combinazioni                     | 13 gennaio 2012  | 19 ottobre 2012  |
| 10 | House of Heartbreak   | Problemi di cuore                   | 13 gennaio 2012  | 19 ottobre 2012  |
| 11 | House of Tunnels      | Lo studio di Robert Frobisher-Smyte | 16 gennaio 2012  | 22 ottobre 2012  |
| 12 | House of Goodbye      | Un addio doloroso                   | 16 gennaio 2012  | 22 ottobre 2012  |
| 13 | House of Protection   | La nuova governante                 | 17 gennaio 2012  | 23 ottobre 2012  |
|    | House of Letters      | Le lettere                          | 17 gennaio 2012  | 23 ottobre 2012  |
| 15 | House of Who?         | Il nuovo arrivato                   | 18 gennaio 2012  | 24 ottobre 2012  |
| 16 | House of Frauds       | Inganni                             | 18 gennaio 2012  | 24 ottobre 2012  |
| 17 | House of Chance       | Il cubo                             | 19 gennaio 2012  | 25 ottobre 2012  |
| 18 | House of Divides      | In trappola                         | 19 gennaio 2012  | 25 ottobre 2012  |
| 19 | House of Crushes      | Il gioco della campana              | 20 gennaio 2012  | 26 ottobre 2012  |
| 20 | House of Vertigo      | La caduta                           | 20 gennaio 2012  | 26 ottobre 2012  |
| 21 | House of Pressure     | La sequenza                         | 23 gennaio 2012  | 29 ottobre 2012  |
| 22 | House of Deja Vu      | Deja Vu                             | 23 gennaio 2012  | 29 ottobre 2012  |
| 23 | House of Hoods        | L'incappucciato                     | 24 gennaio 2012  | 30 ottobre 2012  |
| 24 | House of Deceit       | L'inganno                           | 24 gennaio 2012  | 30 ottobre 2012  |
| 25 | House of Sibuna       | Il gruppo si riunisce               | 25 gennaio 2012  | 31 ottobre 2012  |
| 26 | House of Payback      | La trave                            | 25 gennaio 2012  | 31 ottobre 2012  |
| 27 | House of Pendulums    | Il movimento dei pendoli            | 26 gennaio 2012  | 1º novembre 2012 |
| 28 | House of Impasse      | Senza via d'uscita                  | 26 gennaio 2012  | 1º novembre 2012 |
| 29 | House of Help         | In pericolo                         | 27 gennaio 2012  | 2 novembre 2012  |
| 30 | House of Phobias      | Fobie e terapie                     | 27 gennaio 2012  | 2 novembre 2012  |
| 31 | House of Isis         | Il capitolo mancante                | 30 gennaio 2012  | 5 novembre 2012  |
| 32 | House of Curfews      | Una notte movimentata               | 30 gennaio 2012  | 5 novembre 2012  |
| 33 | House of Dead-Ends    | Paura del buio                      | 31 gennaio 2012  | 6 novembre 2012  |
| 34 | House of Webs         | La tela del ragno                   | 31 gennaio 2012  | 6 novembre 2012  |
| 35 | House of Fronts       | Intrecci                            | 1º febbraio 2012 | 7 novembre 2012  |
| 36 | House of Keepers      | La mano misteriosa                  | 1º febbraio 2012 | 7 novembre 2012  |
| 37 | House of Hacks        | Lo scambio di amuleti               | 2 febbraio 2012  | 8 novembre 2012  |
| 38 | House of Stings       | Nella morsa del ragno               | 2 febbraio 2012  | 8 novembre 2012  |
| 39 | House of Double-Cross | L'amuleto e la gemma                | 3 febbraio 2012  | 9 novembre 2012  |
| 40 | House of Wires        | Fili e legami                       | 3 febbraio 2012  | 9 novembre 2012  |
| 41 | House of Envy         | Intrappolati                        | 6 febbraio 2012  | 12 novembre 2012 |
| 42 | House of Names        | La sovrana dimenticata              | 6 febbraio 2012  | 12 novembre 2012 |
| 43 | House of Evidence     | Indizi misteriosi                   | 7 febbraio 2012  | 13 novembre 2012 |
| 44 | House of Genius       | Talento e genio                     | 7 febbraio 2012  | 13 novembre 2012 |
| 45 | House of Slander      | La reputazione di Vera              | 8 febbraio 2012  | 14 novembre 2012 |
| 46 | House of Hasty        | Decisioni avventate                 | 8 febbraio 2012  | 14 novembre 2012 |
| 47 | House of Sorry        | Le scuse                            | 9 febbraio 2012  | 15 novembre 2012 |
| 48 | House of Hex          | La maledizione                      | 9 febbraio 2012  | 15 novembre 2012 |
| 49 | House of Silence      | Silenzio                            | 10 febbraio 2012 | 16 novembre 2012 |
| 50 | House of Warnings     | La melodia                          | 10 febbraio 2012 | 16 novembre 2012 |
| 51 | House of Status       | Cambiamenti                         | 13 febbraio 2012 | 19 novembre 2012 |
| 52 | House of Laments      | Ritorno all'infanzia                | 13 febbraio 2012 | 19 novembre 2012 |
| 53 | House of Heists       | L'aiuto di Senkara                  | 14 febbraio 2012 | 20 novembre 2012 |
| 54 | House of Alibis       | L'alibi                             | 14 febbraio 2012 | 20 novembre 2012 |
| 55 | House of Obilivion    | L'ultima nota                       | 15 febbraio 2012 | 21 novembre 2012 |
| 56 | House of Snopps       | La scoperta di Vera                 | 15 febbraio 2012 | 21 novembre 2012 |
| 57 | House of Reflections  | I riflessi                          | 16 febbraio 2012 | 22 novembre 2012 |
| 58 | House of Stooges      | La casa dei burattini               | 16 febbraio 2012 | 22 novembre 2012 |
| 59 | House of Zodiacs      | Gli zodiaci                         | 17 febbraio 2012 | 23 novembre 2012 |
| 60 | House of Reckoning    | La resa dei conti                   | 17 febbraio 2012 | 23 novembre 2012 |
| 61 | House of Trades       | Scambi                              | 21 febbraio 2012 | 26 novembre 2012 |
| 62 | House of Magic        | Il fantastico Alfredo               | 21 febbraio 2012 | 26 novembre 2012 |
| 63 | House of Tricks       | La casa dello scambio               | 22 febbraio 2012 | 26 novembre 2012 |
| 64 | House of Whispers     | Il segreto svelato                  | 22 febbraio 2012 | 26 novembre 2012 |
| 65 | House of Duplicity    | Lo gnomo burlone                    | 23 febbraio 2012 | 27 novembre 2012 |
| 66 | House of Hauntings    | Caccia al fantasma                  | 23 febbraio 2012 | 27 novembre 2012 |
| 67 | House of Collections  | Il mosaico                          | 24 febbraio 2012 | 27 novembre 2012 |
| 68 | House of Speculatiom  | L'inganno del collezionista         | 24 febbraio 2012 | 27 novembre 2012 |
| 69 | House of Sabotage     | Opere di convincimento              | 27 febbraio 2012 | 28 novembre 2012 |
| 70 | House of Nine Lives   | Il ritorno di Rufus                 | 27 febbraio 2012 | 28 novembre 2012 |
| 71 | House of Forgeries    | Un falso perfetto                   | 28 febbraio 2012 | 28 novembre 2012 |
| 72 | House of Hijack       | Lo sciacallo anonimo                | 28 febbraio 2012 | 28 novembre 2012 |
| 73 | House of Freeze       | Il gelo della paura                 | 29 febbraio 2012 | 29 novembre 2012 |
| 74 | House of Timeout      | Il tempo                            | 29 febbraio 2012 | 29 novembre 2012 |
| 75 | House of Reflectors   | I riflettenti                       | 1º marzo 2012    | 29 novembre 2012 |
| 76 | House of Illusion     | Illusioni                           | 1º marzo 2012    | 29 novembre 2012 |
| 77 | House of Dreams       | Sogni                               | 2 marzo 2012     | 30 novembre 2012 |
| 78 | House of Pitfalls     | La trappola                         | 2 marzo 2012     | 30 novembre 2012 |
| 79 | House of Phantoms     | La scomparsa di Nina                | 5 marzo 2012     | 30 novembre 2012 |
| 80 | House of Surrender    | La cattura di Alfie                 | 5 marzo 2012     | 30 novembre 2012 |
| 81 | House of Strategy     | La strategia                        | 6 marzo 2012     | 3 dicembre 2012  |
| 82 | House of Memory       | La memoria                          | 6 marzo 2012     | 3 dicembre 2012  |
| 83 | House of Pretenders   | Le pedine                           | 7 marzo 2012     | 3 dicembre 2012  |
| 84 | House of Trouble      | Guai                                | 7 marzo 2012     | 3 dicembre 2012  |
| 85 | House of Traps        | Mosse fatali                        | 8 marzo 2012     | 4 dicembre 2012  |
| 86 | House of Stakes       | La scelta                           | 8 marzo 2012     | 4 dicembre 2012  |
| 87 | House of Missions     | La fuga                             | 9 marzo 2012     | 4 dicembre 2012  |
| 88 | House of Captives     | Prigionieri                         | 9 marzo 2012     | 4 dicembre 2012  |
| 89 | House of The Chosen   | Il prescelto                        | 9 marzo 2012     | 5 dicembre 2012  |
| 90 | House of Freedorm     | Libertà                             | 9 marzo 2012     | 5 dicembre 2012  |